# جون كوندلا
جون كوندلا (بالإنجليزية: John Kundla) (مواليد 3 يوليو 1916 في بنسيلفانيا - 23 يوليو 2017)، هو لاعب كرة سلة أمريكي سابق أصبح مدرباً. كان أول مدرب لفريق لوس أنجلوس ليكرز الذي يلعب في الرابطة الوطنية لكرة السلة. درب فريق جامعة مينيسوتا لعشرة مواسم.

## روابط خارجية
- جون كوندلا على موقع قاعة المشاهير الجامعة الوطنية لكرة السلة (الإنجليزية)
- جون كوندلا على موقع سبورتس رفرنس (الإنجليزية)
- جون كوندلا على موقع كلية كرة السلة في سبورتس رفرنس.كوم (الإنجليزية)